# It's Raining Men
It's Raining Men is een discohit van de Amerikaanse meidengroep The Weather Girls. Het werd geschreven door Paul Jabara en Paul Shaffer. Het nummer is afkomstig van het album Success uit 1983. Op 10 september 1982 werd het nummer eerst in de VS en Canada op vinylsingle uitgebracht en in oktober volgden Europa, Australië en Nieuw-Zeeland. Op 17 mei 2001 werd het nummer op cd-single uitgebracht.  
Voordat zangeressen Martha Wash en Izora Armstead de single uitgaven, was het aangeboden aan Diana Ross, Donna Summer, Cher en Barbra Streisand maar zij besloten allemaal om er niet mee aan de slag te gaan. 

## Achtergrond
The Weather Girls scoorden met hun plaat een internationale hit en verkochten meer dan zes miljoen exemplaren wereldwijd. 
De plaat, welke gaat over mannen die letterlijk uit de lucht komen vallen, is meerdere malen gecoverd. Wash, oorspronkelijk lid van The Weather Girls, nam een duet op samen met het Amerikaanse model, acteur en zanger RuPaul in 1997. In 2001 maakte de Britse zangeres Geri Halliwell een cover, die de meest verkochte single van 2001 werd en in 9 landen op nummer één stond in de hitlijsten. De Australische meidengroep Young Divas nam een eigen versie op en scoorde hiermee een nationale hit. 
Op 25 december 1982 bereikte de single, twee maanden na binnenkomst, in thuisland de VS de nummer 1-positie in de US Disco Chart. In de Billboard Hot 100 bereikte de plaat de 34e positie. In het Verenigd Koninkrijk werd de 2e positie behaald in de UK Singles Chart. In Ierland de 5e, Australië de 16e, Nieuw-Zeeland de 13e, Duitsland de 43e en in Frankrijk de 54e positie.
In Nederland werd de plaat door dj Ferry Maat veel gedraaid in de Soulshow op de befaamde TROS donderdag op Hilversum 3 en werd een radiohit in de destijds drie hitlijsten op de nationale publieke popzender. De plaat bereikte de 31e positie in de Nederlandse Top 40, de 46e  in de Nationale Hitparade en piekte op de 28e positie in de TROS Top 50. In de Europese hitlijst op Hilversum 3, de TROS Europarade, werd géén notering behaald.
In België behaalde de plaat géén notering in beide Vlaamse hitlijsten en de Waalse hitlijst.

## NPO Radio 2 Top 2000
| Nummer met noteringen in de NPO Radio 2 Top 2000 | '99 | '00 | '01 | '02 | '03 | '04  | '05  | '06  | '07  | '08  | '09  | '10  | '11  | '12  | '13  | '14  | '15  | '16  | '17  | '18  | '19  | '20  | '21  | '22  | '23  | '24  |
| ------------------------------------------------ | --- | --- | --- | --- | --- | ---- | ---- | ---- | ---- | ---- | ---- | ---- | ---- | ---- | ---- | ---- | ---- | ---- | ---- | ---- | ---- | ---- | ---- | ---- | ---- | ---- |
| It's Raining Men                                 | 376 | 727 | 655 | 708 | 943 | 1032 | 1130 | 1020 | 1389 | 1068 | 1551 | 1347 | 1231 | 1398 | 1366 | 1095 | 1355 | 1709 | 1729 | 1923 | 1540 | 1691 | 1723 | 1923 | 1725 | 1724 |

1. ↑  Een vetgedrukt getal geeft de hoogste notering aan.